# بوب جريسين
بوب جريسين (بالإنجليزية: Bob Greacen)‏ مواليد 15 سبتمبر 1947 في نيوجيرسي، هو لاعب كرة سلة أمريكي سابق. بدأ مسيرته الاحترافية في سنة 1969. تم اختياره من قبل فريق ميلووكي باكز خلال الدرافت. يبلغ طوله 6 قدم 7 بوصة (2.0 م). اعتزل اللعب في 1972. فاز بلقب دوري إن بي إيه. لعب مع ميلووكي باكز وبروكلين نتس.

## روابط خارجية
- بوب جريسين على موقع إن بي أي (الإنجليزية)
- بوب جريسين على موقع سبورتس رفرنس (الإنجليزية)
- بوب جريسين على موقع كلية كرة السلة في سبورتس رفرنس.كوم (الإنجليزية)
- بوب جريسين على موقع ريلجم (الإنجليزية)
- بوب جريسين على موقع بروبوليرز (الإنجليزية)